# Peter Fend
Peter Fend (* 1950 in Columbus, Ohio) ist ein US-amerikanischer Konzept- und Land-Art-Künstler.
Peter Fend machte 1973 den Bachelor of Arts am Carleton College in Northfield. Er hat sich seit den späten 1970er Jahren mit ökologischen Fragen auseinandergesetzt. In seinen Projekten verbinden sich Ansätze der Konzeptkunst und Land Art mit politischem Aktivismus und unternehmerischem Ehrgeiz. Peter Fend verwendet für seine Arbeit Aufnahmen von Satelliten, architektonische Modelle, Konstruktionszeichnungen und aeronautische Karten, aber auch Zeichnungen, programmatische Texte und Videos.
1980 gründete Peter Fend zusammen mit Coleen Fitzgibbon, Jenny Holzer, Peter Nadin, Richard Prince und Robin Winters die „Ocean Earth Construction and Development Corporation“ (OECD) oder „Ocean Earth“ aus verschiedenen New Yorker Gruppen. Es handelt sich dabei um Künstler, Architekten und Wissenschaftler, die temporär interdisziplinär zusammenarbeiten. Künstlerisch treten sie im Bereich Land Art in die Fußstapfen von Robert Smithson (1938–1973), Dennis Oppenheim (1938–2011) und Gordon Matta-Clark (1943–1978). Ein Ziel der Arbeit ist die Erforschung alternativer Energiequellen. Satellitenbilder werden genutzt, um die globalen ökologischen und geopolitischen Krisenzonen zu überwachen und zu analysieren, meist im Auftrag von Medienunternehmen.
Peter Fend ist Mitglied der 1977 gegründeten Künstlergruppe Colab (Collaborative Projects) und Teilnehmer der durch sie organisierten Ausstellung The Real Estate Show in New York City, die Sylvester 1979/80 eröffnet und am nächsten Tag von der Polizei geschlossen wurde. Joseph Beuys besuchte die Ausstellung und lud Fend daraufhin ein, an einem Projekt für die Stadt Duisburg teilzunehmen. Peter Fend hat unter anderem mit Wolfgang Staehle, Paul Sharits, Joan Waltemath Matthew Ritchie, Mark Lombardi und Mary Miss zusammengearbeitet.

„I am not an artist, [...] I’m an architect—an important difference.“

Fend war 1992 Teilnehmer der documenta IX in Kassel und 1993 der Biennale di Venezia. 2000 stellte Fend mit Mark Dion und Dan Peterman unter dem Titel „Ecologies“ im Smart Museum of Art in Chicago aus.
2009 war Fend zur Teilnahme an der Emscherkunst.2010 eingeladen, wofür er das Projekt „Feuer und Flamme für Flüsse“ konzipiert hatte. Es ging um einen Pavilion, der mit Biogas, das aus Wasserpflanzen gewonnen werden sollte, erleuchtet worden wäre. In dem Beitrag „Keine Erleuchtung durch Biogas“ im Webmagazin Cultura21 wird beschrieben, wie das Projekt angeblich dank „kleinlicher Eifersüchteleien der Forscherzunft an der Ruhr“ ausgebremst wurde.